# De Havilland Venom
El de Havilland DH 112 Venom és un avió de reacció monomotor britànic posterior a la guerra desenvolupat i fabricat per de Havilland Aircraft Company. Gran part del seu disseny va ser derivat del de Havilland Vampire, el primer jet de combat de De Havilland.

## Història
El Venom va entrar en servei amb la Royal Air Force (RAF), on va ser utilitzat com a caça bombarder monoplaça i com a caça nocturn biplaça. També va haver un model utilitzat per reconeixement aeri operat per la Força Aèria Suïssa.
El Venom va funcionar en una etapa intermèdia entre la primera generació de caces de reacció britànics amb motors de compressors centrífugs, com el Gloster Meteor i el Vampire – i la següent generació amb compressors axials, com el Hawker Hunter o el de Havilland Sea Vixen. Degut a això el model va tenir un període de servei relativament curt a la RAF, sent retirat de les operacions de primera línia el juliol de l'any 1962.

## Desenvolupament

### Orígens

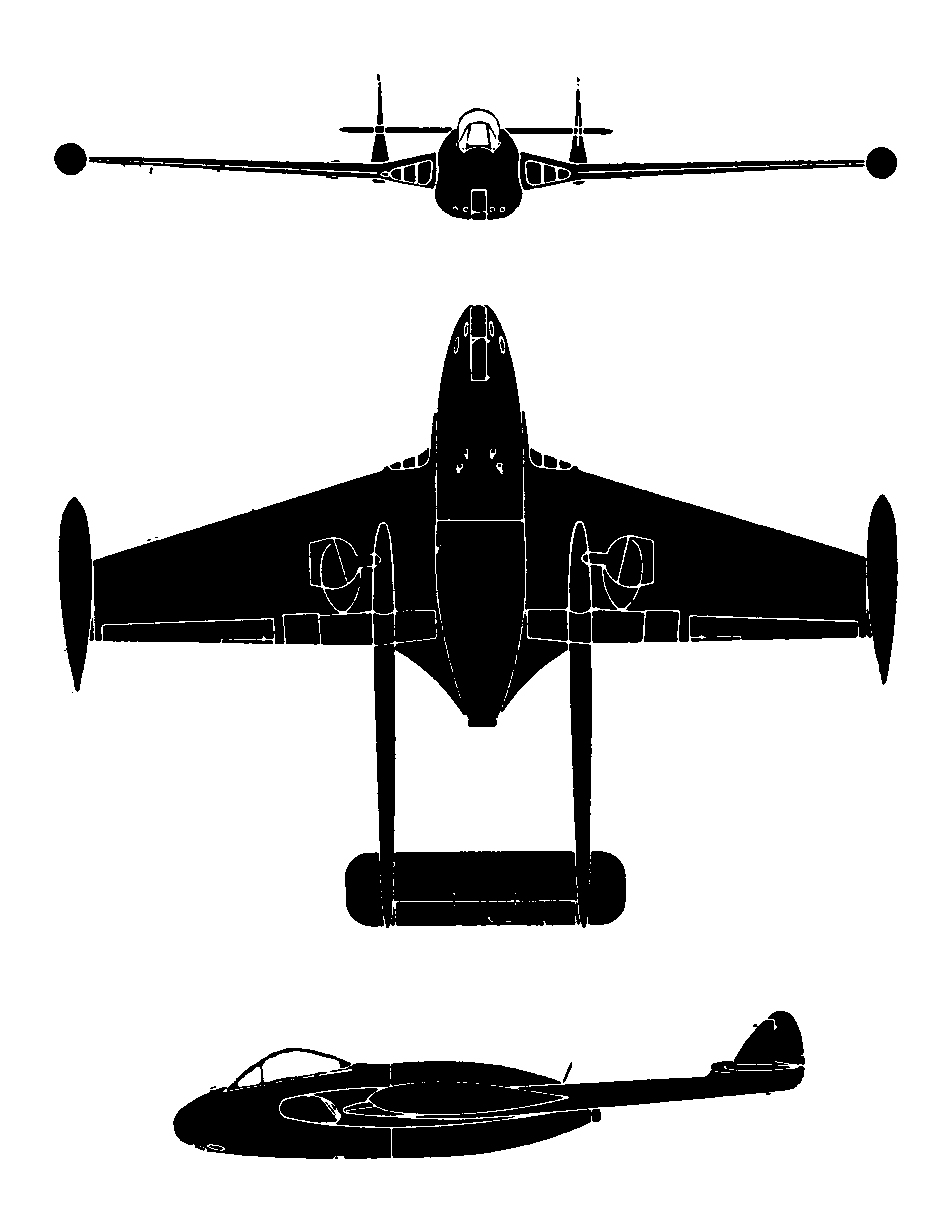
de Havilland Venom FB 1

El 1948, de Havilland va proposar un desenvolupament del Vampire, amb una ala en fletxa moderada més prima i un motor Ghost més potent que el Goblin que portava originalment el Vampire i el va anomenar Vampire FB8. El disseny va anar canviant gradualment, fins a esdevenir el DH 112 Venom Tot i que s'assemblava molt al seu predecessor, el de Havilland Vampire, compartint el disseny tant distintiu de la cua bideriva i l'estructura de metall i fusta, el Venom tenia un disseny completament nou.

### Desenvolupament posterior

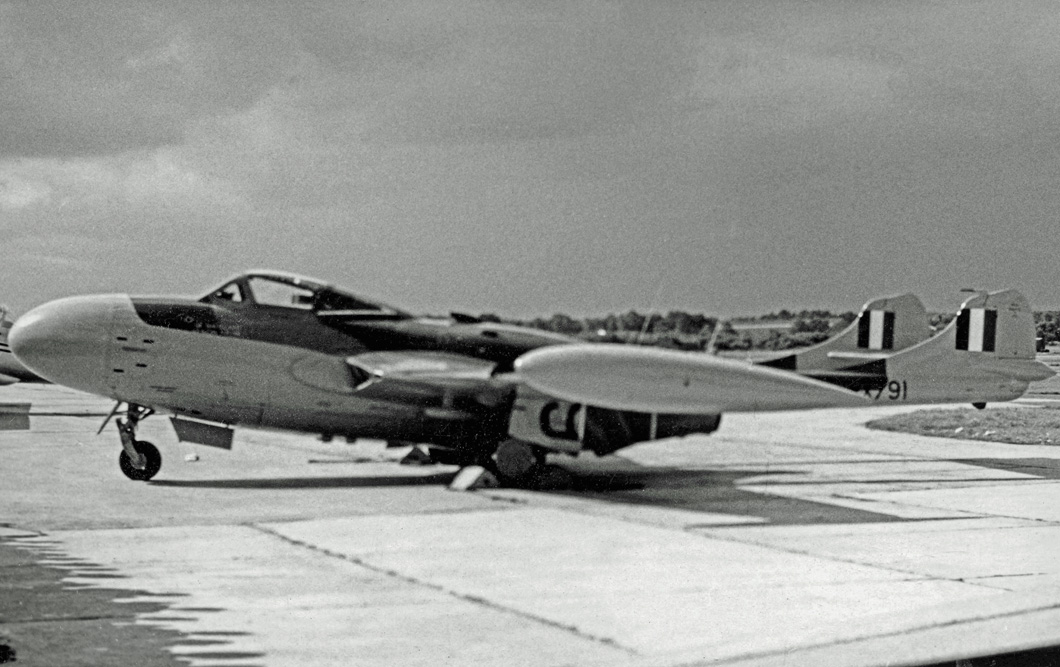
Un Venom NF.3. on es pot apreciar la vista clara de la cabina i les superfícies de cua revisades.

El 22 d'agost de 1950, un model millorat del Venom, el NF.2 caça nocturn, va efectuar el seu primer vol, a càrrec de John Derry. De Havilland havia utilitzat com a base per a aquest disseny el caça monoplaça Venom per tal de substituir el Vampire NF10. Per aquesta variant, el fuselatge va ser redissenyat per acomodar una tripulació de dos homes,un pilot i un operador de radar assegut en un costat equipant un radar airborne d'intercepció. Aquest model es va fer servir per provar els míssils Firestreak.

## Variants[2]
- FB.Mk 1: Caça bombarder. El model original (1952)
- NF.Mk 2: Caça nocturn biplaça. Se'n van construir 180 unitats (1953)
- NF.Mk 3: Desenvolupament del NF.Mk 2 amb un radar millorat, timons servoassistits i coberta d'una peça (1955)
- FB.Mk 4: Desenvolupament del FB.Mk 1. Portava alerons servoassistits i els timons de direcció més grans (1955)

## Especificacions (Venom FB 1)
Dades de Fighters of the Fifties
Característiques generals
- Tripulació: 1
- Longitud: 9,70 m
- Envergadura: 12,70 m
- Alçada: 1,88 m
- Superfície de l'ala 25,9 m²
- Pes buit: 4.173 kg.
- Pes carregat: 7.000 kg
- Motor: 1× de Havilland Ghost 103 turbojet  , 21,6 kN

 Rendiment 
- Velocitat màxima: 1.030 km/h
- Abast: 1.730 km
- Sostre de servei: 12.000 m
- Ràtio d'ascens: 45,7 m/s
- Càrrega alar: 274,2 kg/m²
- Impuls/pes: 0,41

Armament

- Metralladores: 4 × canons de 20 mm Hispano Mk.V
- Coets: 8 × míssils RP-3 de 27 kg cadascun
- Bombes: 2 × bombes MC de 450 kg cadascuna